# Błyskoporek świerkowy

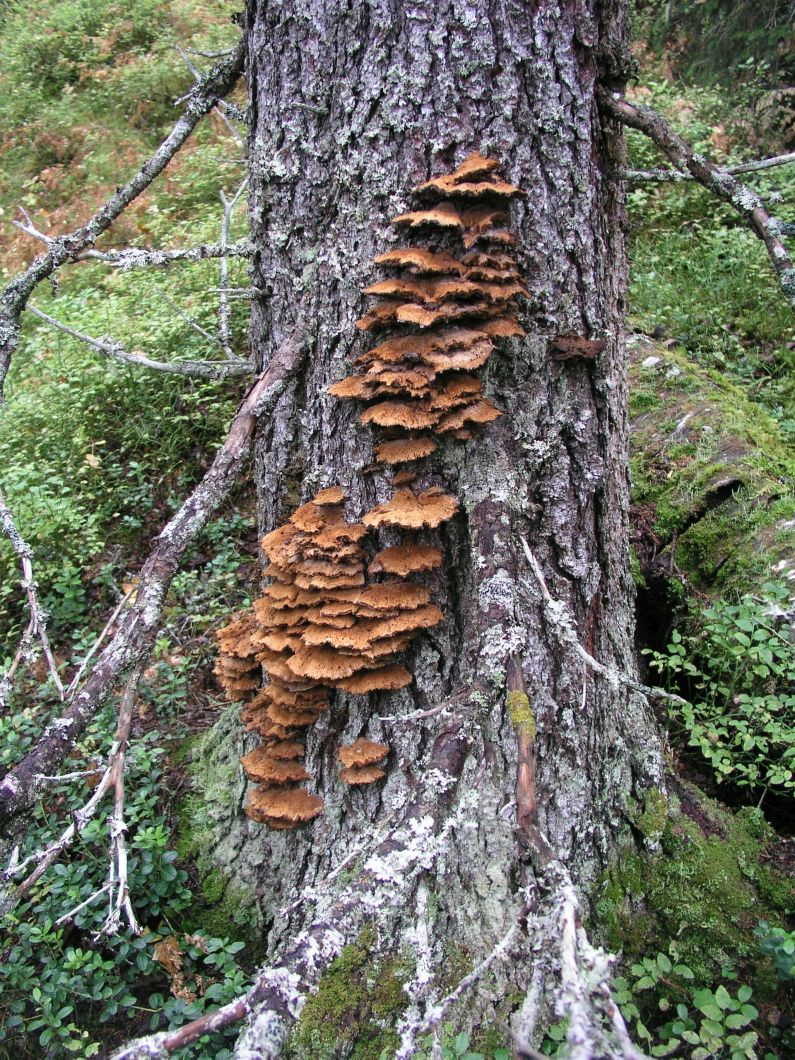

Błyskoporek świerkowy (Inonotus leporinus (Fr.) Gilb. & Ryvarden) – gatunek grzybów z rzędu szczeciniakowców (Hymenochaetaceae).

## Systematyka i nazewnictwo
Pozycja w klasyfikacji według Index Fungorum: Inonotus, Hymenochaetaceae, Hymenochaetales, Agaricomycetidae, Agaricomycetes, Agaricomycotina, Basidiomycota, Fungi.
Takson ten w 1852 r. opisał Elias Fries, nadając mu nazwę Polyporus leporinus. Obecną, uznaną przez Index Fungorum nazwę nadali mu Edouard-Jean Gilbert i Leif Ryvardenw 1993 r. Synonimy:
- Inoderma leporinum (Fr.) P. Karst. 1879
- Inodermus leporinus (Fr.) Quél. 1886
- Microporus leporinus (Fr.) Kuntze 1898
- Onnia leporina (Fr.) H. Jahn 1978
- Pelloporus leporinus (Fr.) Krieglst. 1999
- Polyporus leporinus Fr. 1852
- Polystictus leporinus (Fr.) Cooke 1886
- Polystictus tomentosus f. leporinus (Fr.) Pilát 1942[2]

W 1967 r. Stanisław Domański opisywał go jako odmianę beztrzonową szczeciniaka filcowatego. W 2003 r. Władysław Wojewoda zaproponował nazwę błyskoporek świerkowy.

## Morfologia
Owocniki
Jednoroczne, siedzące, płaskie, wachlarzowate, o szerokości do 10 cm i grubości 1–2 cm, w miejscu, w którym przyrastają do podłoża nieco grubsze. Wyrastają pojedynczo, lub dachówkowato w grupach. Powierzchnia w młodych owocnikach aksamitna, delikatnie owłosiona, w starszych prawie naga, brązowa lub ciemnobrązowa, w stanie wilgotnym niewyraźnie strefowana. Brzeg ostry lub tępy, prosty lub nieco pofałdowany. Hymenofor rurkowy, w młodych owocnikach jasnoszaro-brązowy, w starszych brązowy. Pory kanciaste, różnej wielkości, jedwabiście błyszczące, często pokryte białą blaszką na brzegach, w liczbie 1–3 na 1 mm. Wysyp zarodników żółtawy.
Cechy mikroskopowe
Kontekst o grubości do 1,3 cm, dwuwarstwowy, żółto-brązowy, o owocowym zapachu. Warstwa górna jest gąbczasta, wodnista, dolna gęsta, skórzasta, promieniście włóknista.

## Występowanie i siedlisko
Występuje we wschodniej części USA i Kanady, w Europie i Azji. W Polsce W. Wojewoda w 2003 r. przytacza 4 jego stanowiska w Puszczy Białowieskiej i Tatrzańskim Parku Narodowym. Bardziej aktualne stanowiska podaje internetowy atlas grzybów. Znajduje się na Czerwonej liście roślin i grzybów Polski. Ma status R – gatunek potencjalnie zagrożony z powodu ograniczonego zasięgu geograficznego i małych obszarów siedliskowych. Znajduje się na listach gatunków zagrożonych także w Danii, Norwegii, Szwecji, Niemczech.
Grzyb nadrzewny, huba, saprotrof i pasożyt. Występuje w górskich lasach na leżących na ziemi martwych pniach świerka, czasami także na korzeniach i u nasady żywych pni świerków. Powoduje białą zgniliznę drewna. Występuje głównie w starych lasach iglastych, w których nie jest prowadzony systematyczny wyrąb drzew i jest dużo martwego drewna.